# ذا كيج أوف ليجند
أسطورة كايج (باليابانية: 影の伝説) (بالإنجليزية: The Legend of Kage)‏ ، هي لعبة فيديو يابانية أنتجها شركة تايتو اليابانية عام 1985م، حيث تعمل لعدة منصات ومنها نينتندو إنترتينمنت سيستم وكومودور 64.

## قصة اللعبة
تختصر قصة اللعبة أن السيدة تعرضت للاختطاف من قبل عصابات النينجا، فيقرر كيج بالمغامرة والبحث عن المرأة التي أختطفت من قبل النينجا.

## مصدر
1. ↑  NES Instruction Manuals: The Legend of Kage نسخة محفوظة 26 يناير 2018 على موقع واي باك مشين.

## وصلات خارجية
- ذا كيج أوف ليجند guide في موقع ستراتيجي ويكي
- The Legend of Kage at جيم فاكس
- The Legend of Kage على موبي غيمز
- ذا كيج أوف ليجند في موقع World of Spectrum
- The Legend of Kage at Hardcore Gaming 101